# Гарленда
Гарленда, Ґарленда (італ. Garlenda, ліг. Garlenda) — муніципалітет в Італії, у регіоні Лігурія, провінція Савона.
Гарленда розташована на відстані близько 430 км на північний захід від Рима, 80 км на південний захід від Генуї, 45 км на південний захід від Савони.
Населення — 1237 осіб (2014).
Щорічний фестиваль відбувається 8 вересня. Покровитель — Natività.

## Демографія
Населення за роками:

Станом на 1 січня 2023 року в муніципалітеті офіційно проживало 120 іноземців з 24 країн, серед них 40 громадян країн Євросоюзу.

## Сусідні муніципалітети
- Андора
- Казанова-Лерроне
- Стелланелло
- Вілланова-д'Альбенга